# Condado de Fayette (Ohio)
O Condado de Fayette é um dos 88 condados do Estado americano de Ohio. A sede do condado é Washington Court House, e sua maior cidade é Washington Court House. O condado possui uma área de 1 054 km² (dos quais 1 km² estão cobertos por água), uma população de 28 433 habitantes, e uma densidade populacional de 27 hab/km² (segundo o censo nacional de 2000). O condado foi fundado em 1810.